# Tormenta tropical Bonnie (2010)
La tormenta tropical Bonnie fue una tormenta tropical pequeña y relativamente débil que trajo borrascas al norte del mar Caribe y la costa del golfo de Estados Unidos en julio de 2010. Bonnie, el tercer ciclón tropical y la segunda tormenta con nombre de la temporada de huracanes del Atlántico de 2010, se formó a partir de una onda tropical sobre las Bahamas el 22 de julio. Se fortaleció a tormenta tropical al cruzar las islas y tocó tierra en la costa sureste de Florida al día siguiente. Tierra adentro, Bonnie se debilitó a depresión tropical antes de ingresar al Golfo de México, donde su circulación superficial se disipó el 24 de julio. Los remanentes de la tormenta tocaron tierra entre Luisiana y Misisipi la madrugada del 25 de julio, lo que provocó fuertes alertas de tormenta eléctrica y tornado en la zona.
La tormenta precursora de Bonnie produjo considerables precipitaciones en las Antillas Mayores, provocando inundaciones de leves a moderadas. En la República Dominicana, cientos de personas fueron desplazadas y varios puentes se derrumbaron debido a las aguas turbulentas. Una persona se ahogó tras ser arrastrada por la crecida de un río en Puerto Rico. En otras zonas, se reportaron lluvias ligeras en Haití, Bahamas y Florida. Los efectos fueron más severos debido a los remanentes de Bonnie, con lluvias más intensas y vientos más fuertes cerca de la Costa del Golfo, especialmente en Luisiana. Los daños causados por la tormenta y sus remanentes ascendieron a 1,36 millones de dólares (USD de 2010).

## Historia meteorológica
El 10 de julio de 2010, una onda tropical salió de la costa africana y se desplazó hacia el oeste sobre el Atlántico abierto durante varios días. Inicialmente, la actividad meteorológica asociada se limitó a lluvias débiles y no se pronosticaba que las condiciones ambientales fueran propicias para una organización significativa. Aunque la cizalladura del viento en niveles superiores siguió siendo algo adversa, el 19 de julio se hizo evidente un proceso de desarrollo lento a medida que las presiones superficiales comenzaron a caer. La onda avanzó a lo largo del extremo noreste del Caribe, donde la actividad convectiva aumentó y disminuyó debido a períodos de cizalladura variable del viento y una breve interacción terrestre con La Española. El 22 de julio, la actividad de tormentas eléctricas se restableció en las Bahamas, con un área distintiva de baja presión centrada entre las islas de Acklins y Gran Inagua. Las observaciones satelitales confirmaron una circulación cerrada, lo que llevó al Centro Nacional de Huracanes (NHC) a emitir la formación de la depresión tropical Tres alrededor de las 1500 UTC. Sin embargo, el análisis posterior a la tormenta indicó que se había desarrollado una depresión nueve horas antes de lo confirmado operativamente. Se prevé que, tras su formación, la depresión se desplace hacia el oeste-noroeste a lo largo de una dorsal subtropical bien establecida. Más tarde ese mismo día, la presión mínima descendió a 1006 mbar (29,74 inHg) y las imágenes satelitales mostraron el establecimiento de un flujo de salida favorable en casi todos los cuadrantes. Aunque su patrón nuboso permaneció desorganizado—con el centro de circulación desvinculado de la convección más profunda—, un vuelo de reconocimiento aéreo sobre el ciclón reveló que los vientos habían aumentado. Por lo tanto, se actualizó a tormenta tropical Bonnie al sureste de Nassau, Bahamas, aproximadamente cinco horas después de que el NHC iniciara los avisos sobre el sistema.

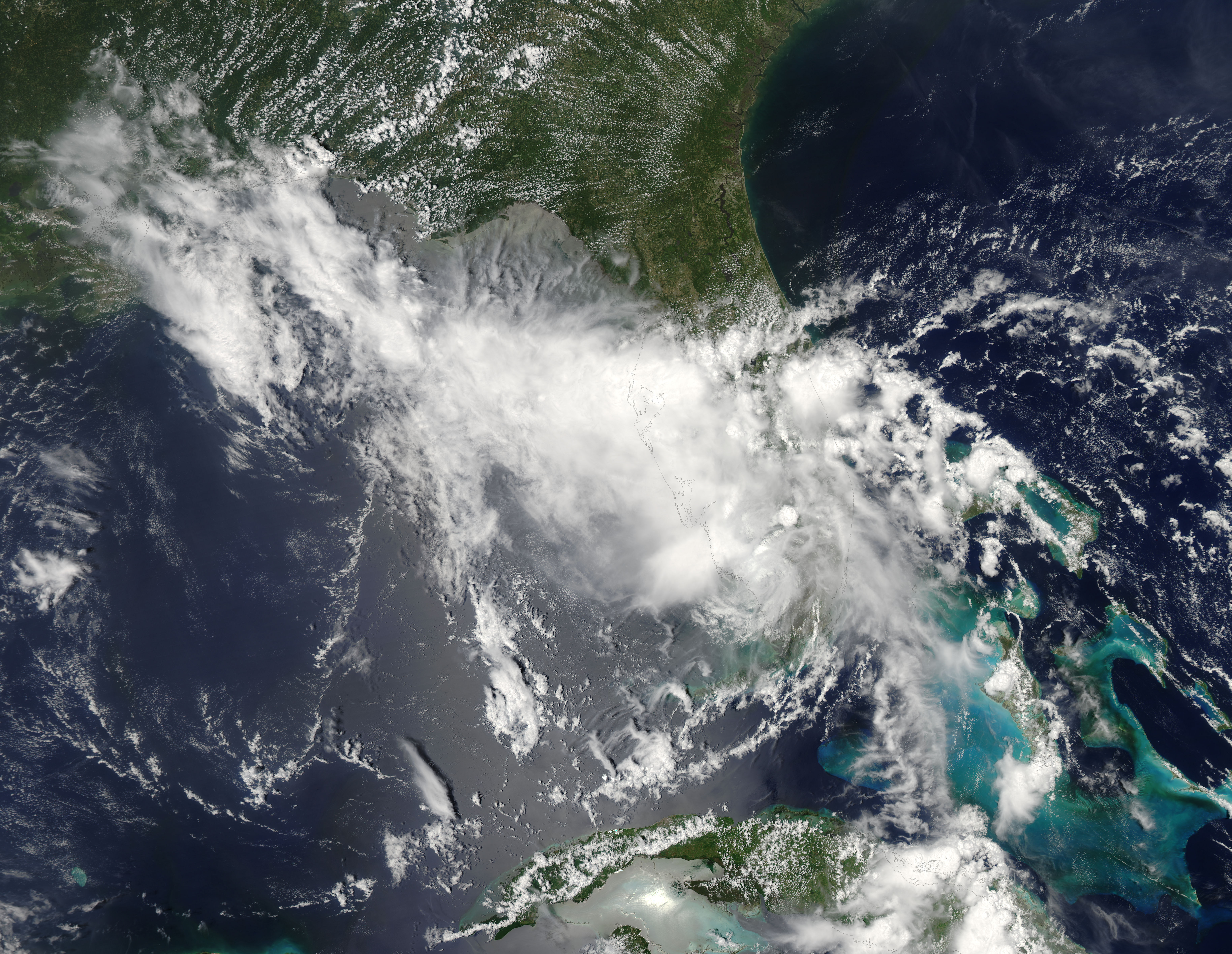
Bonnie poco después de su entrada al Golfo de México

Alrededor de las 2100 UTC, Bonnie se movió sobre la isla Ragged en las Bahamas con vientos de 40 mph (64 km/h), y poco después alcanzó su intensidad máxima con vientos máximos sostenidos de 45 mph (72 km/h). Debido a las condiciones cada vez más desfavorables en la altura, hubo pocos cambios en la intensidad durante el día siguiente a medida que la tormenta aceleraba hacia Florida. Aunque prevalecieron vientos con fuerza de tormenta tropical, estuvieron confinados a unas pocas bandas de lluvia al norte y al este del centro en ese momento, y la convección más profunda se ubicó sobre el sureste de Florida. El 23 de julio a las 1430 UTC, el centro de Bonnie tocó tierra cerca de Elliott Key con vientos de 40 mph (64 km/h). La interacción con tierra provocó un mayor deterioro de la organización, y su convección correspondiente disminuyó rápidamente. Además, un segundo vuelo de reconocimiento confirmó la ausencia de vientos significativos; se estima que el ciclón perdió su categoría de tormenta tropical alrededor de las 18:00 UTC de ese mismo día. En la mañana del 24 de julio, se reanudó brevemente la convección profunda sobre el centro al emerger Bonnie al Golfo de México. A pesar de esta reaparición, la tormenta entró posteriormente en una región de intensos vientos en altura, lo que provocó que la convección asociada se desvaneciera rápidamente. Incrustada en un flujo de dirección bien establecido, Bonnie se degeneró aún más en un remolino apretado de nubes bajas, con no más que unos pocos parches restantes de fuertes tormentas eléctricas. Imágenes satelitales posteriores confirmaron que Bonnie ya no mantenía una estructura definible; luego del aviso final del NHC, el sistema fue declarado disipado mientras se encontraba a aproximadamente 160 kilómetros de la desembocadura del río Misisipi. El remanente de baja presión de Bonnie se desplazó hacia el oeste-noroeste antes de disolverse sobre el sureste de Luisiana el 25 de julio.

## Preparativos

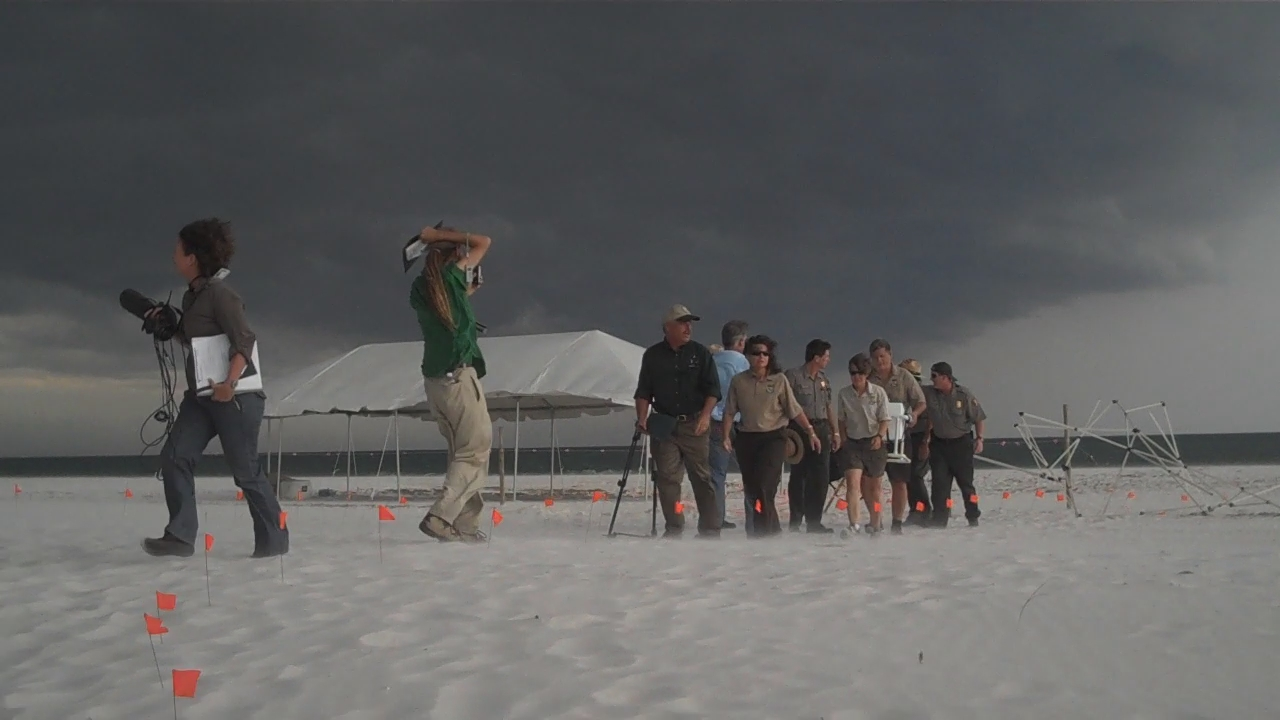
Personal del USFWS en Ciudad de Panamá, Florida observando a Bonnie acercándose al estado el 23 de julio de 2010

Cuando el Centro Nacional de Huracanes (CNH) emitió avisos sobre Bonnie, se emitió una alerta de tormenta tropical para las islas centrales y noroccidentales de las Bahamas. En Florida, se emitió una vigilancia de tormenta tropical para Golden Beach, hacia el norte hasta Jupiter Inlet, incluyendo el lago Okeechobee. Además, se emitió una alerta de tormenta tropical desde Golden Beach hasta Bonita Springs, en la costa oeste del estado, incluyendo los Cayos de Florida y la Bahía de Florida. A principios del 23 de julio, se suspendió la alerta de tormenta tropical desde Golden Beach hasta Bonita Springs, mientras que se emitió una alerta de tormenta tropical desde Englewood hasta Deerfield Beach, Florida. Seis horas después, se emitió una vigilancia de tormenta tropical desde Destin, Florida, hasta Morgan City, Luisiana; posteriormente, se elevó a alerta de tormenta tropical. Tres horas después, se suspendieron la vigilancia de tormenta tropical desde Deerfield Beach hasta Jupiter Inlet, Florida, y todas las alertas de tormenta tropical en las Bahamas. Todas las vigilancias y alertas de tormenta tropical se suspendieron a las 15:00 UTC del 24 de julio, poco antes de que Bonnie se disipara.
Tres cruceros, Carnival Pride, Carnival Destiny y Grandeur of the Seas tuvieron que alterar sus rumbos debido a la presencia de Bonnie. Debido a la amenaza de una tormenta tropical, el gobernador de Luisiana, Bobby Jindal, declaró el estado de emergencia el 22 de julio. A lo largo de la Costa del Golfo, surgió preocupación por los posibles efectos de la tormenta en el derrame de petróleo de BP a principios de año. Debido al riesgo de marejadas ciclónicas tóxicas, las autoridades se prepararon para posibles evacuaciones de zonas bajas a lo largo de las costas. El 23 de julio, el almirante Thad Allen ordenó la evacuación del lugar del derrame de petróleo, ya que Bonnie representaba una amenaza para la seguridad de casi 2000 personas en la zona. Los barcos y embarcaciones en la zona comenzaron los preparativos para la evacuación el 24 de julio. Más cerca de la costa, aproximadamente 1300 barcos pesqueros que estaban desplegando barreras tuvieron que ser evacuados.

## Impactos

### Antillas Mayores
El precursor de Bonnie trajo consigo importantes lluvias a partes de Puerto Rico y La Española, lo que provocó inundaciones generalizadas. En Puerto Rico, una persona se ahogó tras quedar atrapada en un río crecido y aproximadamente 1.500 personas necesitaron ser evacuadas en la República Dominicana. Según funcionarios de República Dominicana, el sistema produjo más de 100 mm de lluvia en todo el territorio. Varias localidades del país quedaron aisladas tras el colapso de puentes. También se produjeron algunas inundaciones leves en Artibonito, Haití, aunque no se reportaron daños.
Mientras Bonnie avanzaba por las Bahamas, los residentes se abastecieron de alimentos y agua como medida de precaución; sin embargo, no se realizaron preparativos mayores. La mayoría de los negocios permanecieron abiertos durante el paso del sistema y las escuelas ya estaban cerradas por el verano. En todas las islas, los efectos de Bonnie fueron relativamente mínimos. Se registraron fuertes lluvias en algunas islas y abundantes tormentas eléctricas. No se registraron daños ni pérdidas humanas.

### Estados Unidos

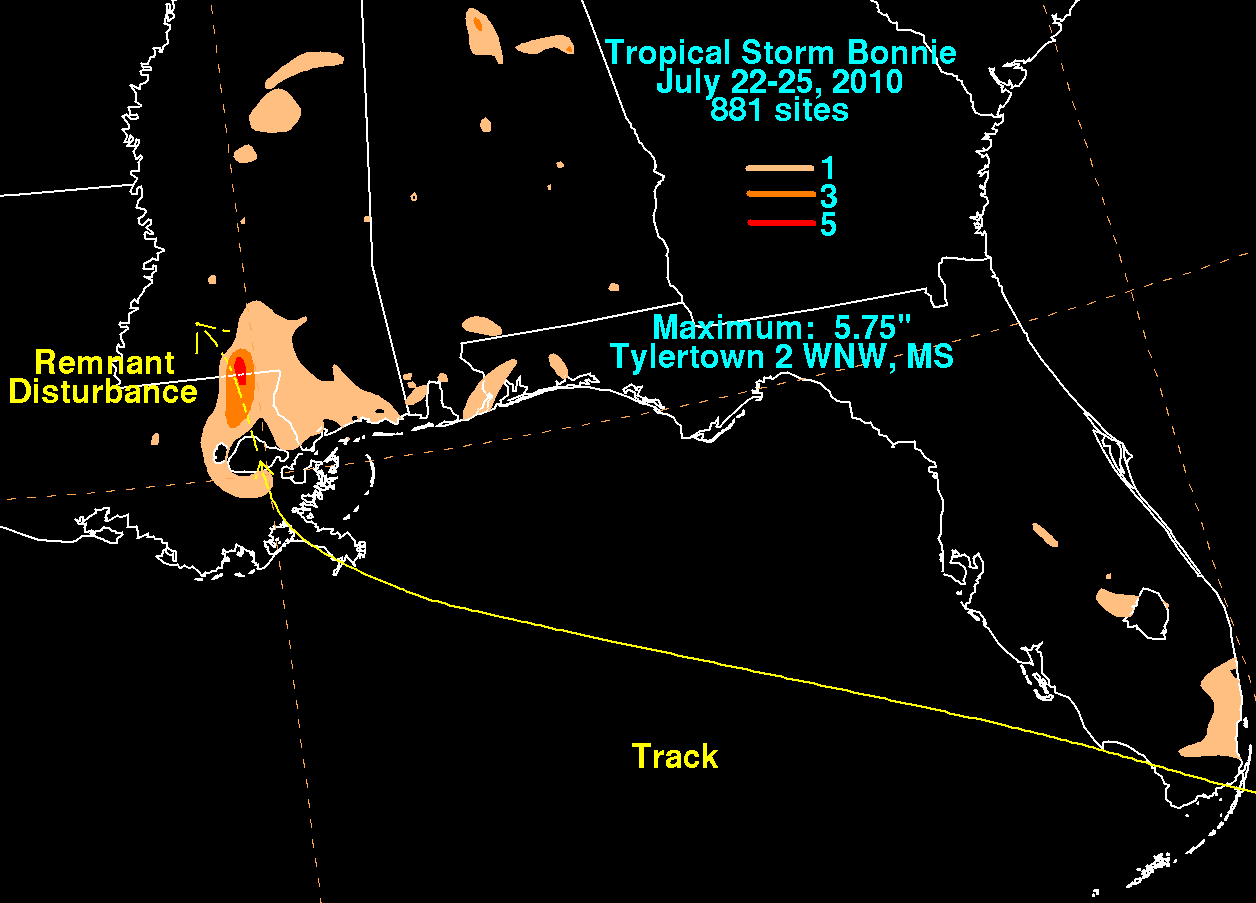
Rainfall from Bonnie in the United States

Debido a la estructura débil y desorganizada de la tormenta, sus efectos al tocar tierra en Florida fueron mínimos. Las ráfagas de viento dañaron árboles recién plantados y algunos cables eléctricos se derribaron; en todo el estado, aproximadamente 14,000 personas se quedaron sin electricidad. Se registró una marejada ciclónica de 0.94 pies (0.29 m) en Virginia Key. Se registraron vientos con fuerza de tormenta tropical en varias zonas, aunque los vientos sostenidos de más de 40 mph (64 km/h) se limitaron a Virginia Key. Las precipitaciones también fueron mínimas, con un máximo de 3.25 pulgadas (83 mm) en el norte del condado de Miami-Dade. En total, las pérdidas monetarias como consecuencia de la tormenta en Florida ascendieron a 2.000 dólares (dólares estadounidenses de 2010). En el condado de Pinellas, una persona fue hospitalizada después de ser alcanzada por un rayo en el parque Fred Howard el 24 de julio.
El 25 de julio, los remanentes de Bonnie provocaron lluvias torrenciales en algunas zonas de Luisiana. En un lapso de 90 minutos, cayeron entre 200 y 230 mm de lluvia en la parroquia de West Baton Rouge. Unas 110 viviendas se inundaron en toda la parroquia, lo que provocó pérdidas por valor de 500.000 dólares estadounidenses (USD 2010). A lo largo de la autopista 15, se informó que 2 pies (0,61 m) de agua cubrieron la carretera. En la parroquia de Washington, más de 20 puentes y carreteras fueron arrasados por inundaciones repentinas; las pérdidas ascienden a unos 200.000 dólares (dólares estadounidenses de 2010). Las fuertes tormentas eléctricas asociadas al sistema también produjeron vientos fuertes, estimados hasta 111 km/h (69 mph), que derribaron varios árboles, ocasionando pérdidas por $6.000 (USD 2010). El 26 de julio, un segundo día de mal tiempo trajo consigo ráfagas de viento huracanadas a partes de la parroquia de Vernon; dos gallineros fueron destruidos por los vientos, matando a 22 000 pollos. Las pérdidas causadas por los vientos se estimaron en 310 000 dólares estadounidenses (USD de 2010). Tras atravesar Luisiana, los restos de Bonnie provocaron fuertes lluvias en algunas zonas de Texas. En el condado de Hidalgo, se informó que la Ruta 69 de EE. UU. quedó inundada.
Más al interior, la humedad proveniente de Bonnie se combinó con un frente frío para producir tormentas eléctricas generalizadas en Arkansas, Mississippi y Tennessee. En Arkansas, un rayo de una fuerte tormenta dejó sin electricidad a gran parte de la ciudad de Rison tras impactar un transformador. En el condado de Dallas se produjeron importantes daños por el viento, donde los toldos de las casas volaron, las estructuras sufrieron daños en los techos y se cayeron árboles. Las fuertes lluvias también provocaron inundaciones repentinas localizadas que cubrieron varias carreteras. En todo el estado, los daños causados por la tormenta se estimaron en 344.000 dólares (dólares estadounidenses de 2010).